# Anacondas: Die Jagd nach der Blut-Orchidee
Anacondas: Die Jagd nach der Blut-Orchidee (Originaltitel: Anacondas: The Hunt for the Blood Orchid) ist ein US-amerikanischer Horrorfilm aus dem Jahr 2004. Der Film ist die Fortsetzung von Anaconda aus dem Jahr 1997.

## Handlung
In den Wäldern Borneos wächst die sagenumwobene Blut-Orchidee, eine Pflanze mit einem lebensverlängernden Wirkstoff. Ein Team unternimmt im Auftrag eines New Yorker Pharmakonzerns eine Expedition, um die Pflanze zu finden. Die Orchidee blüht jedoch nur alle sieben Jahre für ein halbes Jahr und es bleiben nur noch zwei Wochen Zeit, die Pflanze blühend zu finden.
Die Expedition fällt in die Regenzeit, so dass kein Schiffsinhaber bereit ist, den Fluss zu befahren, außer Bill Johnson. Dieser bringt das Team für viel Geld zum gewünschten Ziel. Während der Fahrt stellt sich heraus, dass der abkürzende Fluss, welcher einen tagelangen Umweg verhindern würde, so stark vom Regen angeschwollen ist, dass er nicht befahren werden kann. Der Steuermann willigt jedoch ein, weiterzufahren, nachdem ihm der doppelte Lohn geboten wird.
Als das Team mit dem Schiff verunglückt, ist es gezwungen, den Weg direkt durch den Dschungel zu nehmen. Dabei ahnt niemand, dass nun die Paarungszeit der Anakondas angebrochen ist. Die Tiere sind extrem groß aufgrund der Tatsache, dass sie ein Leben lang wachsen und durch die von ihnen konsumierte Blut-Orchidee viel länger leben. Für das Team beginnt ein Kampf ums Überleben.
Nach einigen Todesopfern unter den Expeditionsteilnehmern scheint ein selbst gebautes Floß die Rettung zu sein. Der Initiator der Expedition und Leiter des Expeditionsteams des Pharmaunternehmens, Dr. Jack Byron, will jedoch die seltene und für das Unternehmen voraussichtlich wertvolle Pflanze unter allen Umständen finden. Mittels einer giftigen Spinne lähmt Byron das Teammitglied Gordon Mitchell, der über ein Satelliten-Telefon von der Notlage des Teams berichten und Hilfe herbeirufen will. Als die anderen Teammitglieder dem gelähmten und von einer Schlange angegriffenen Mitchell zu Hilfe eilen versuchen, entwendet Byron das Floß und lässt die anderen zurück, um die wertvolle seltene Pflanze alleine zu finden und in Besitz zu nehmen. Das von Byron verlassene, ohne Boot und ohne Hilfsmittel (Werkzeug und Nahrungsmittel waren bereits auf dem selbstgebauten Floß verladen) zurückgelassene restliche Team entscheidet sich, zu Fuß weiter durch den Dschungel vorzudringen und das Floß an Byrons potentiellem Ziel, dem Ort, an dem die Blut-Orchidee wächst, zu suchen. Auf dem Weg durch den riesenschlangenverseuchten Dschungel dorthin müssen die Teammitglieder gegen die Riesen-Anakondas kämpfen. Als Dr. Byron nach einiger Zeit am Ziel angekommen ist, versucht er eine von ihm entdeckte Blut-Orchidee zu ernten, allerdings wird er gewahr, dass sich die anderen Teammitglieder durch den Dschungel annähern. Über einer Grube mit einem großen Paarungsknoten der Anakondas mit einem riesigen Weibchen und mehrere Männchen befinden sich die Blut-Orchideen. Dr. Byron bedroht die Teammitglieder mit einem Revolver, verletzt Schiffskapitän Bill Johnson, lässt einen Assistenten fesseln und verlangt von seiner Mitarbeiterin Sam Rogers, die über der Schlangengrube nur schwer und gefährlich erreichbaren Blüten der Pflanze zu holen, während er abwechselnd sie und ihre Kollegin Gail Stern mit dem Revolver bedroht. Sam schafft dies, jedoch bricht daraufhin ein Kampf aus, bei dem Dr. Byron nach einem Biss der Giftspinne bewegungsunfähig in die Schlangengrube fällt und verschlungen wird. Das restliche Team kann das Weibchen mit Benzin und einer Leuchtrakete anzünden. Dabei löst dieses im Todeskampf eine Lawine aus, die alle Anakondas begräbt und die Felswand, an der die Blut-Orchidee gewachsen ist, fällt mit ein. Die vier Überlebenden fahren am Ende mit dem Floß zurück in die Zivilisation.

## Kritik
Der Film erhielt überwiegend schlechte Kritiken. Heiko Rosner urteilte für die Zeitschrift Cinema: „Anacondas: Die Jagd nach der Blut-Orchidee" ist Trash der lästigen Art. Die Tricks sind schlecht, die Schlangen sehen nicht gruselig, sondern bescheuert aus, und die beste Darstellerleistung vollbringt ein Affe. Wozu für diesen Film sieben Autoren nötig waren, mögen wohl nur die Bewohner des RTL-Dschungelcamps verstehen. Fazit: Unausgegorener Schlangenfraß mit lachhaft unrealistischen Spezialeffekten.“
Auch die Kinoreviewseite filmszene.de konnte dem Film nur wenig Gutes abgewinnen: „Kurz und knapp: Unfreiwillig amüsanter Horror-Trash in ansprechender Optik und exotischem Setting (gedreht wurde auf den Fidschi-Inseln), der in der Videothek deutlich besser aufgehoben ist. Auf alle Fälle ein ganz heißer Anwärter auf die Flop 5 des Jahres.“
Thomas Ays bemängelte auf moviesection.de zwar die schlechte Animation der Schlange, bescheinigte dem Film aber überraschend gute Actionszenen und eine glaubhafte schauspielerische Leistung. In seinem Fazit schreibt er: „Sicherlich ist „Anacondas – Auf der Jagd nach der Blut Orchidee“ keine tiefgründige Meisterleistung und auch kein Meilenstein der Filmgeschichte, aber ein nettes und zum Teil sogar witziges Stück Actionunterhaltung, die den Vergleich zum ersten Teil bestimmt nicht scheuen muss.“

## Ausstrahlung in Deutschland
Die Free-TV-Premiere erfolgte am 5. Mai 2007 auf ProSieben. Insgesamt sahen 2,02 Millionen Zuschauer bei 7,30 Prozent Marktanteil den Film. In der werberelevanten Zielgruppe lag der Marktanteil bei 13,4 Prozent.

## Auszeichnungen
Der Film wurde 2005 für eine Goldene Himbeere nominiert.